# Bà Nguyễn Phước Đại
Bà Nguyễn Phước Đại (6 tháng 2 năm 1924 – 10 tháng 10 năm 2013), nhũ danh Nguyễn Quỳnh Anh, là một luật sư và nữ chính khách Việt Nam Cộng hòa, cựu Nghị sĩ và Phó Chủ tịch Thượng nghị viện Việt Nam Cộng hòa.
Xuất thân ở Trà Vinh, bà Nguyễn Phước Đại theo học Đại học ngành Luật tại Pháp và sau đó về nước tham gia các hoạt động về tư pháp tại miền Nam Việt Nam. Dưới thời Đệ Nhị Cộng hòa, bà là một trong những nghị sĩ đối lập với chính quyền Tổng thống Nguyễn Văn Thiệu. Bên cạnh đó, bà Nguyễn Phước Đại còn tham gia một số phong trào phản đối chiến tranh Việt Nam.
Sau ngày 30 tháng 4 năm 1975, bà Nguyễn Phước Đại ở lại Việt Nam và tham gia một số hoạt động dân sự trong nước, trong đó có việc mở một nhà hàng ngay tại văn phòng luật của bà trước đây. Bà từng được nhà nước Việt Nam tặng thưởng Huân chương Kháng chiến chống Mỹ hạng Ba; ngoài ra còn là Phó Chủ tịch Hội Người cao tuổi Việt Nam trong nhiệm kỳ đầu tiên của Hội này từ năm 1995 đến năm 2001.

## Tiểu sử

### Thân thế và học vấn
Nguyễn Quỳnh Anh sinh ngày 6 tháng 2 năm 1924 tại huyện Tiểu Cần, tỉnh Trà Vinh, Nam Kỳ, Liên bang Đông Dương trong một gia đình trí thức. Bà là con của Bác sĩ Nguyễn Văn Nhã, hành nghề ở Trà Vinh. Vào năm 1934, bà theo gia đình sang Nhật Bản sinh sống và học tập. Đến những năm cuối thập niên 1930, bà được gửi vào học nội trú ở Trường Nữ Trung học Mac Mahon do gia đình bà ra Côn Đảo theo sự công tác của thân phụ bà. Năm 1941, Nguyễn Quỳnh Anh theo ông ngoại sang Pháp, định cư ở Montpellier và đến năm 1951 bà tốt nghiệp Tú tài và Cử nhân Luật tại Pháp.

### Hành nghề luật sư
Năm 1952, Nguyễn Quỳnh Anh về Sài Gòn và gia nhập Luật sư đoàn Tòa Thượng thẩm quốc gia Sài Gòn. Vào thời kỳ này, bà được coi là một luật sư kỳ cựu, nổi tiếng, nhất là việc bà tham gia bào chữa trong một vụ án có tên "Cô Qườn đốt chồng" khi giúp bị cáo được giảm nhẹ hình phạt và sau đó được tòa tha bổng; vụ án này thậm chí sau đó còn được chuyển thể thành một tuồng cải lương và được giới thương buôn miền Nam lúc đó xuất bản thành những cahier (tập ghi) nhỏ in sáu câu vọng cổ với tựa đề Cô Quờn đốt chồng và bán rong ở các bến xe, bến tàu và các nơi công cộng.
Uy tín của bà trong giới trí thức và bình dân giúp bà được tín nhiệm giữ nhiều vị trí quan trọng trong các tổ chức đoàn thể miền Nam lúc đó. Năm 1952, nhà báo Bút Trà sáng lập Hội Phụ nữ Việt Nam và làm Chủ tịch, bà Tùng Long làm Tổng Thư ký và bà Nguyễn Phước Đại làm Ủy viên Pháp lý của Hội này. Về sau tổ chức này sáp nhập vào Phong trào Phụ nữ Liên đới của Trần Lệ Xuân vào năm 1959. Ngày 27 tháng 9 năm 1963, bà tham gia cuộc bầu cử Quốc hội khóa III của Việt Nam Cộng hòa và đắc cử Dân biểu khu vực Sài Gòn – Chợ Lớn. Tuy vậy, bà chỉ làm Dân biểu được một thời gian ngắn thì xảy ra vụ đảo chính lật đổ nền Đệ Nhất Cộng hòa vào cuối năm 1963. Sau đó, bà tạm thời rời chính trường, trở lại hành nghề luật sư.

Nguyễn Phước Đại bào chữa cho Võ Văn En trong vụ ám sát Trần Văn Văn, 1967

Sau khi Dân biểu Trần Văn Văn bị ám sát vào cuối năm 1966, bà được Đoàn luật sư phân công nhiệm vụ bào chữa cho bị cáo Võ Văn En (Em), vốn là một đặc công Việt Cộng. Kết quả là En bị tuyên án tử hình nhưng sau đó được Tổng thống Nguyễn Văn Thiệu giảm án thành tù chung thân tại Nhà tù Côn Đảo theo yêu cầu của bà góa phụ của ông Văn. Sau sự kiện 30 tháng 4 năm 1975, En cùng các đồng đội được thả tự do. Võ Văn En nhận danh hiệu Anh hùng Lực lượng vũ trang Nhân dân vào năm 2018. Ngoài ra, vào tháng 3 năm 1970, Nguyễn Phước Đại có tham gia bào chữa một vụ án chính trị, bị cáo là Dân biểu Trần Ngọc Châu ở Tòa án Quân sự Mặt trận Vùng III Chiến thuật tại Sài Gòn.

### Sự nghiệp chính trị
Trong thời gian diễn ra cuộc tuyển cử năm 1967, bà quyết định ra tranh cử bằng cách gia nhập liên danh Trời Việt của Nghị sĩ Huỳnh Văn Cao rồi đắc cử chức Nghị sĩ Thượng nghị viện Pháp nhiệm I vào ngày 3 tháng 9 năm 1967, nhưng lại thuộc nhóm bắt thăm có nhiệm kỳ 3 năm. Đầu năm 1969, bà được chính quyền Nguyễn Văn Thiệu mời tham gia một phái đoàn trí thức nhân sĩ miền Nam thăm chính thức một số nước châu Á, châu Âu và châu Mỹ với mục đích làm cho thế giới hiểu thêm về miền Nam và chính thể Việt Nam Cộng hòa. Đoàn được các chính phủ thân Việt Nam Cộng hòa như Nhật Bản, Bỉ, Ý, Tây Đức, Hà Lan, Pháp, Anh và Mỹ đón tiếp trân trọng nhưng không vượt qua khuôn khổ ngoại giao. Ngay khi vừa đặt chân đến Paris, bà có dịp mở một cuộc họp báo tại Thượng viện Pháp chủ yếu nhằm vận động giải pháp chấm dứt chiến tranh Việt Nam. Các thành viên của đoàn trở về Sài Gòn đều lần lượt tham gia chính phủ Thiệu hoặc đứng vào tập hợp đảng phái của Thiệu. Chỉ có hai người vẫn đứng ngoài chính quyền là bà và Dân biểu Lý Quí Chung. Trong buổi chiêu đãi đoàn tại Dinh Gia Long sau chuyến đi, bà được Tổng thống Thiệu chính thức mời tham gia chính phủ nhưng bà đã khéo léo từ chối.
Trong cuộc bầu cử bán phần Thượng nghị viện năm 1970, bà hợp tác cùng cựu Trung tướng Trần Văn Đôn lập liên danh đối lập gọi là Dân tộc Hòa bình nhưng khi liên danh sắp sửa đăng ký ứng cử thì phát hiện Dân biểu Lý Quí Chung có vấn đề về điều kiện tuổi nên liên danh dự kiến không thành. Riêng bà vẫn muốn tiếp tục ra tranh cử bèn thành lập một liên danh khác mang tên Cái Nhà không có năm dân biểu có mặt trong danh sách trước nhưng rồi đã thất bại. Đến năm 1973, bà đắc cử trở lại trong cuộc bầu cử Thượng nghị viện Pháp nhiệm II và lên làm Phó Chủ tịch Thượng nghị viện Việt Nam Cộng hòa cho đến ngày 30 tháng 4 năm 1975. Ngoài ra, bà cũng từng chỉ trích kịch liệt cuộc bầu cử tổng thống bị cho là mang tính độc diễn của ông Thiệu vào năm 1971 và nói với cựu Thiếu tướng Đỗ Mậu rằng:
"Là người Công giáo, tôi càng thấy xấu hổ khi thấy trong ngày bầu cử tại Sài Gòn chỉ thấy có quân đội, công an và cảnh sát, và các ông Cha bà Sơ đi bầu cho Thiệu, còn nhân dân thì tẩy chay. Từ đây tôi chấm dứt lập trường ủng hộ ông Thiệu".
Trong hoạt động phản chiến, Nguyễn Phước Đại tham gia vào Ban Chấp hành Phong trào Phụ nữ Việt Nam đòi quyền sống do nữ luật sư Ngô Bá Thành sáng lập kiêm Chủ tịch, còn bà Đại đóng vai trò đồng Chủ tịch đặc trách Pháp lý. Các lãnh đạo phong trào thường xuyên đứng ra vận động quần chúng nhân dân, tổ chức nhiều cuộc biểu tình đòi hòa bình, chống chiến tranh, chống chính quyền Nguyễn Văn Thiệu ở Sài Gòn và các đô thị miền Nam. Khi bà Ngô Bá Thành bị bắt vào tháng 8 năm 1971, chỉ vài ngày sau luật sư Nguyễn Phước Đại đã được cử làm quyền Chủ tịch, Xử lý thường vụ Ban Chấp hành Trung ương trong thời gian bà Thành bị giam giữ.

### Sau năm 1975
Sau biến cố 30 tháng 4 năm 1975, bà không ra định cư ở nước ngoài với con cháu mà tiếp tục ở lại Việt Nam. Do có những đóng góp trong thời kỳ đấu tranh trước ngày 30 tháng 4 năm 1975 mà bà được chính quyền nước Cộng hòa xã hội chủ nghĩa Việt Nam tặng thưởng Huân chương Kháng chiến chống Mỹ hạng Ba. Vào năm 1975, bà đứng ra thành lập Câu lạc bộ sức khỏe ngoài trời Tao Đàn Nguyễn Du tại Quận 1, thành phố Hồ Chí Minh và làm Hội trưởng, đã tập trung được nhiều người tập luyện thể dục mỗi sáng. Bà được coi là nữ trí thức đầu tiên vận động thành lập mô hình Câu lạc bộ sức khỏe ngoài trời, hoạt động của bà được coi là đã đem lại lợi ích sức khỏe cho người cao tuổi. Năm 1997, Quận 1 được nhận Huân chương Lao động hạng Ba về phong trào nói trên.
Sau năm 1975, toàn bộ hệ thống tư pháp của miền Nam đều bị giải thể, nên trong giới luật sư không còn nhiều người còn có thể hành nghề chuyên môn về luật pháp được nữa. Sau Đổi Mới, bà chuyển nghề mở một quán ăn ngay tại Thư viện nơi đặt Văn phòng luật sư cũ của bà tại số 84A đường Nguyễn Du, Quận 1 và quán ăn này có tên gọi tiếng Pháp là La Bibliothèque de Madame Dai. Bà kiêm các nhiệm vụ như chủ quán, đầu bếp, tiếp viên chính; thực khách đến quán bà phần đông là người nước ngoài đến du lịch hay thăm dò chuyện làm ăn đầu tư ở Việt Nam. Lần đến thăm Việt Nam, Tổng thống Pháp François Mitterrand cũng đã đến thăm quán ăn nói trên.
Vào năm 1994, bà Đại tham gia sáng lập trường đại học dân lập đầu tiên ở Thành phố Hồ Chí Minh là Trường Đại học Văn Lang. Đối với lĩnh vực pháp luật, luật sư Nguyễn Phước Đại có thời gian được mời cộng tác trong Ban Biên giới Chính phủ, Trung tâm Trọng tài Quốc tế Việt Nam và là Ủy viên Ban Chấp hành Hội Luật gia Việt Nam khóa VIII (1993 – 1999).
Ngày 10 tháng 5 năm 1995, tại Đại hội thành lập Hội Người cao tuổi Việt Nam, bà Nguyễn Phước Đại được bầu làm Phó Chủ tịch Hội và giữ chức vụ đến năm 2001. Bà cũng được bầu làm Ủy viên Đoàn Chủ tịch, Ủy ban Trung ương Mặt trận Tổ quốc Việt Nam khóa IV (1994 – 1999), khóa V (1999 – 2004).

### Cuối đời
Năm 2002, bà được Ủy ban Mặt trận Tổ quốc Việt Nam Thành phố Hồ Chí Minh đưa vào Trung tâm Dưỡng lão Thị Nghè (thuộc Sở Lao động, Thương binh và Xã hội Thành phố Hồ Chí Minh) sinh sống do hoàn cảnh khó khăn và neo đơn. Bà qua đời vì tuổi cao, sức yếu và bệnh tật vào ngày 10 tháng 10 năm 2013, hưởng thọ 89 tuổi.

## Đời tư
Luật sư Nguyễn Phước Đại là tín hữu Công giáo. Vào năm 1947, bà lập gia đình với Bác sĩ Nguyễn Phước Đại, nguyên là Giám đốc Bệnh viện Sài Gòn trước năm 1975. Bà thông thạo nhiều ngoại ngữ như tiếng Pháp, tiếng Đức, tiếng Anh và tiếng Nhật.